# Leptonema (djur)
Leptonema är ett släkte av nattsländor. Leptonema ingår i familjen ryssjenattsländor.

## Dottertaxa tillLeptonema, i alfabetisk ordning[1]
- Leptonema aberrans
- Leptonema aconicum
- Leptonema acutum
- Leptonema affine
- Leptonema agraphum
- Leptonema alatum
- Leptonema albovirens
- Leptonema album
- Leptonema alceatum
- Leptonema amazonense
- Leptonema andinum
- Leptonema andrea
- Leptonema araguense
- Leptonema archboldi
- Leptonema asclepium
- Leptonema aspersum
- Leptonema aterrimum
- Leptonema auriculatum
- Leptonema banksi
- Leptonema bifurcatum
- Leptonema bilobatum
- Leptonema boliviense
- Leptonema boraceia
- Leptonema campanum
- Leptonema championi
- Leptonema cheesmanae
- Leptonema chiapense
- Leptonema chila
- Leptonema chocoense
- Leptonema cinctum
- Leptonema clorito
- Leptonema coheni
- Leptonema columbianum
- Leptonema complexum
- Leptonema conicum
- Leptonema crassum
- Leptonema davisi
- Leptonema displicens
- Leptonema divaricatum
- Leptonema dyeri
- Leptonema ekisi
- Leptonema eugnathum
- Leptonema flintorum
- Leptonema forficulum
- Leptonema fortunum
- Leptonema furciligerum
- Leptonema gadzux
- Leptonema guayanense
- Leptonema guineense
- Leptonema hamuli
- Leptonema harpagum
- Leptonema heppneri
- Leptonema hirsutum
- Leptonema huismanae
- Leptonema inca
- Leptonema inspiratum
- Leptonema insulanum
- Leptonema intermedium
- Leptonema irroratum
- Leptonema lacuniferum
- Leptonema latipenne
- Leptonema lojaense
- Leptonema lunatum
- Leptonema machadoi
- Leptonema maculatum
- Leptonema madagascariense
- Leptonema mandibulatum
- Leptonema marlieri
- Leptonema mastigion
- Leptonema menkei
- Leptonema michoacanense
- Leptonema milae
- Leptonema moselyi
- Leptonema natalense
- Leptonema neadelphus
- Leptonema neblinense
- Leptonema normale
- Leptonema nupharum
- Leptonema occidentale
- Leptonema pallidum
- Leptonema piliferum
- Leptonema plicatum
- Leptonema poeyi
- Leptonema pseudocinctum
- Leptonema pseudostigmosum
- Leptonema rafita
- Leptonema ramosum
- Leptonema ranomafana
- Leptonema rosenbergi
- Leptonema rostratum
- Leptonema salvini
- Leptonema sancticaroli
- Leptonema serranum
- Leptonema simplex
- Leptonema simulans
- Leptonema sinuatum
- Leptonema spangleri
- Leptonema sparsum
- Leptonema speciosum
- Leptonema spinulum
- Leptonema spirillum
- Leptonema stigmaticum
- Leptonema stigmosum
- Leptonema tapanti
- Leptonema tholloni
- Leptonema tica
- Leptonema tridens
- Leptonema trifidum
- Leptonema tripartitum
- Leptonema trispicatum
- Leptonema turrialbum
- Leptonema uncatum
- Leptonema vanderysti
- Leptonema viridianum
- Leptonema vitum
- Leptonema woldianum
- Leptonema zahradniki